# 청공조기
청공조기(晴空造機)는 맑고 깨끗한 공기를 뜻하는 단어 ‘청공(晴空)’과 이를 만들고 유지하는 기계의 의미를 지닌 단어 ‘조기(造機)’의 합성어다.
외부의 산소 및 공기를 실내로 들여오는 작동 원리로, 미세먼지(PM10)와 초미세먼지(PM2.5) 같은 입자성 오염물질과 이산화탄소(CO2), 휘발성 유기화합물(VOC), 라돈(Rn), 포름알데히드(HCHO) 등의 실내 유해가스를 제거하고 실내 산소 농도를 유지하는 데 사용할 수 있다.

## 주요 기능 및 효과

### 실내 산소 농도 유지
외부의 산소를 실내로 들여 산소부족 현상을 초래하는 공기 중 이산화탄소의 농도를 저감하고 적정 산소 농도(약 21%)를 유지한다.

### 실내 공기 오염물질 제거
조리, 청소 등으로 발생하는 미세먼지와 초미세먼지를 비롯해 일산화탄소, 이산화질소를 제거한다.
새집증후군 및 헌집증후군을 유발하는 포름알데히드 등의 휘발성 유기화합물과 토양 및 건물의 갈라진 외벽 틈으로 새어 들어오는 라돈 등도 해결한다.